# Лобанов-Ростовский, Семён Иванович
Князь Семён Иванович Лобанов-Ростовский — воевода во времена правления Ивана IV Васильевича Грозного.
Из княжеского рода Лобановы-Ростовские. Второй из 6 сыновей , родоначальника княжеского рода, князя Ростовского Ивана Александровича по прозванию "Лобан". Имел братьев, воевод и князей: Ивана Большого, Бориса, Андрей, Василия и Ивана Меньшого (погиб в битве под Оршей в 1514 году).

## Биография
В марте 1545 года пришёл в сход с другими воеводами в Москву, откуда направлен в Казанский поход по Волге и далее по суше до Казани. В марте следующего 1546 года был первым воеводой войск правой руки в походе в Тулу по "крымским вестям". В апреле 1549 года второй воевода восьмого Передового полка в шведском походе.

## Семья
От брака с неизвестной имел детей:
- Князь Лобанов-Ростовский Иван Семёнович Большой — воевода, наместник и окольничий.
- Князь Лобанов-Ростовский Иван Семёнович Средний — известен по родословной росписи.
- Князь Лобанов-Ростовский Пётр Семёнович (ум. 1595) — голова, воевода и окольничий.
- Князь Лобанов-Ростовский Иван Семёнович Меньшой — известен по родословной росписи.
- Князь Лобанов-Ростовский Никита Семёнович — известен по родословной росписи.